# Рой Харод
Сър Рой Форбс Харод (Roy Forbes Harrod, 13 февруари 1900 – 8 март 1978) е английски икономист. Освен с биографията си на Кейнс е известен и с развитието на модела Харод-Домар.